# Vladimir Dimitrovski
Vladimir Dimitrovski (en macédonien : Владимир Димитровски), né le 30 novembre 1988 à Skopje en Yougoslavie (aujourd'hui en Macédoine du Nord), est un footballeur international macédonien, qui évolue au poste de défenseur. 
Il compte quatre sélections en équipe nationale depuis 2011.

## Biographie

### Carrière de joueur
Vladimir Dimitrovski dispute un match en Ligue des champions avec le club du Vardar Skopje.

### Carrière internationale
Vladimir Dimitrovski compte quatre sélections avec l'équipe de Macédoine du Nord depuis 2011. 
Il est convoqué pour la première fois par le sélectionneur national Boban Babunski pour un match amical contre l'Azerbaïdjan le 10 août 2011 (victoire 1-0).

## Palmarès
- Avec le FK Mladá Boleslav
  - Vainqueur de la Coupe de Tchéquie en 2011.

- Avec le Vardar Skopje
  - Champion de Macédoine du Nord en 2013.

- Avec le Qarabağ Ağdam
  - Champion d'Azerbaidjan en 2016